# Lobi Traoré
Lobi Traoré (* 1961 in Bakaridianna, Mali; † 1. Juni 2010 in Bamako, Mali) war ein malischer Gitarrist, Sänger und Percussionist.

## Leben
Traoré wurde 1961, einer anderen Quelle nach jedoch am 1. Januar 1962 im Dorfe Bakaridianna am Niger nahe bei Ségou geboren. Er starb in Bamako. Der Musiker wurde insbesondere durch seinen psychedelisch anmutenden Gitarrenstil zunächst in seinem Heimatland bekannt. Sein Gesang sei von „flachem, seltsam durchdringenden Ton, irgendwo zwischen Rap und Blues“ gewesen, wie The Economist vermerkte. Eine größere, zunächst nur langsam wachsende internationale Bekanntheit erlangte er mit seinem zweiten, von Ali Farka Touré produzierten Album Bamako, welches 1994 erschien. Es wurde in Libération zu einem der besten Rockalben des Jahres gewählt und zu einem der besten Weltmusikalben in Le Monde.

## Diskografie

### Alben
- 1991: Bambara Blues
- 1994: Bamako
- 1996: Ségou
- 1999: Duga
- 2005: The Lobi Traoré Group
- 2008: Lobi Traoré & Joep Pelt – I Yougoba
- 2009: Rainy Season Blues
- 2013: Bamako Nights – Live At Bar Bozo 1995
- Unbekannt: Bwati Kono – In The Club – Vol. 1